# Anne-France Goldwater
Anne-France Goldwater, née le 14 juillet 1960 à Montréal, est une avocate canadienne connue pour sa défense dans des procès décisifs pour la jurisprudence du droit familial au Canada et également pour ses apparitions dans les médias dont l'émission L'Arbitre de la chaîne de télévision V.

## Origine, études et vie privée
Anne-France Goldwater est née le 14 juillet 1960 à Montréal, Québec, Canada. Elle est la fille unique de Sam Goldwasser (devenu Goldwater en immigrant au Canada et mort en 1981), avocat généraliste d'origine juive-polonaise, et de Ruth Zendel, avocate d'origine juive-française née à Paris. Sa mère se suicide en 1963 des suites d'une dépression alors qu'Anne-France a 3 ans. Son père déménage alors avec Anne-France chez sa mère. Anne-France grandira entourée d'une grand-mère autoritaire et d'un père dépressif.
Étudiante brillante, elle est admise à 16 ans en droit à l'Université McGill de Montréal. Elle est admise dès ses 21 ans au Barreau du Québec.
Elle a 2 enfants de son premier mariage, Samantha Ruth et Daniel Moise. Samantha est devenue psychologue et Daniel est devenu avocat.
Elle affiche ouvertement une grande liberté de comportement et exprime ses opinions avec un franc-parler qui a fait sa réputation et son surnom, "Goldfighter".

## Carrière d'avocate
Anne-France Goldwater a créé son propre cabinet juridique en 1981 et depuis son partenariat avec Marie-Héléne Dubé en 1991, elle est co-dirigeante du cabinet Goldwater, Dubé  qui agit principalement sur des affaires de droit familial.
Le cabinet a été actif sur des procès très médiatisés et décisifs de la jurisprudence familiale:
- (en) Michael Hendricks et René Leboeuf contre Québec ayant abouti à la légalisation du mariage entre personnes de même sexe en 2004 au Québec et en 2005 au Canada, Mariage homosexuel au Canada. Elle a reçu le prix des alliés de la Sexual Orientation and Gender Identity Conference (SOGIC) de l'Association du Barreau Canadien (CBA) en 2003 pour cette défense[3].
- Lola contre Eric, initialement la Cour d'appel du Québec avait reconnu en cas de rupture d'une union libre longue des droits équivalents à ceux d'un couple marié (pension alimentaire et partage de patrimoine acquis durant l'union). La Cour Suprême du Canada a rejeté cette décision en 2013 confirmant l'absence d'engagement entre deux conjoints de fait[4].
- Bruker contre Markovitz, Markovitz a refusé d'honorer l'accord conclu lors de leur divorce de donner un guett  (divorce religieux juif) à son ex-épouse qui lui permet de se remarier dans la religion juive. La Cour Suprême du Canada a jugé que la justice peut imposer l'exécution de l'accord même si cette obligation est de nature religieuse ou morale[5]. (en) Moyens légaux contre l'aguna.

## Activités dans les médias
De 2011 à 2016, Anne-France Goldwater a été juge dans l'émission L'Arbitre sur la chaîne de télévision généraliste québécoise V qui proposait des conciliations amiables en direct, comme à l'émission Judge Judy aux États-Unis.
Elle a participé à plusieurs émissions littéraires dont Le combat des livres et Plus on est de fous, plus on lit de ICI Radio-Canada où sa combativité a suscité des débats très animés,. Elle est également régulièrement invitée à exprimer ses points de vue sur l'actualité politique et people du Québec à la télévision, à la radio et dans les journaux
Elle est en couverture du magazine Portrait de mars 2016
Elle a publié une biographie Plus grande que nature paru en octobre 2016 aux éditions Libre Expression